# IJzeren Kroon

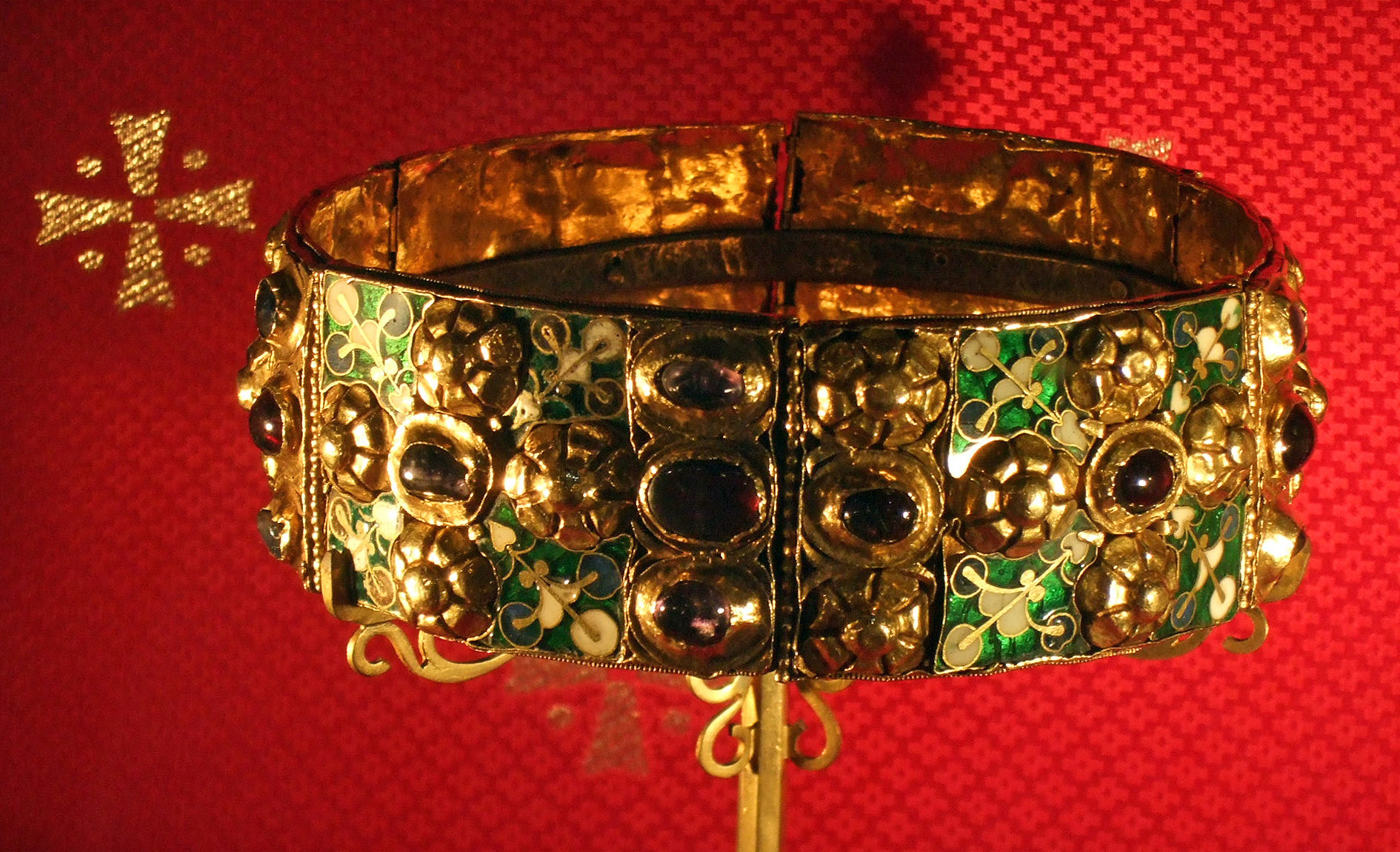
De IJzeren Kroon
Museo e tesoro del duomo di Monza

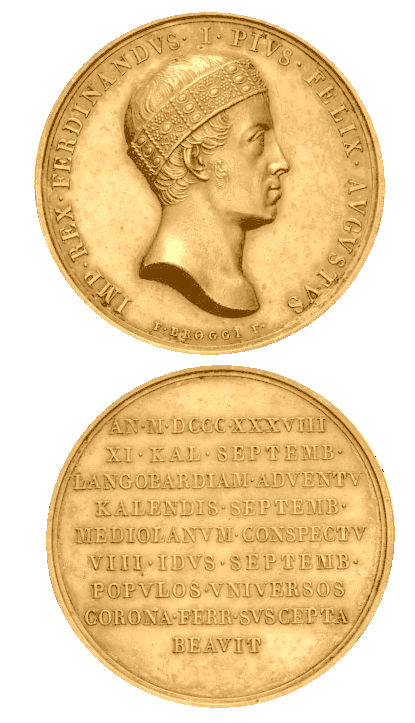
Medaille ter gelegenheid van de kroning van Ferdinand I

IJzeren Kroon of "Kroon der Longobarden" is een Byzantijns diadeem dat zich bevindt in de Dom van Monza.
De IJzeren Kroon werd gezien als de "Kroon van Italië". Hij is door de eeuwen heen door veel potentaten gedragen die zich als 'koning van Italië' presenteerden waaronder Karel de Grote, Koenraad II, Frederik Barbarossa, Karel IV van Luxemburg, Frederik II van Habsburg, Karel V, Napoleon I (die zich in 1805 tot koning van Italië liet kronen) en, als voorlopig laatste, Ferdinand I van Oostenrijk in 1838.
De kroon bevat, duidelijk zichtbaar aan de binnenzijde, een gesmede zilveren cirkel. Volgens de overlevering zou dit ijzer zijn en stammen uit een spijker afkomstig van het kruis van Jezus. De spijker zou in Jeruzalem zijn gevonden door de heilige Helena.
In de "Historia Longobardorum" van Paulus Diaconus (IV 21-22) wordt vermeld dat de vrome koningin Theodelinde een rijke schat aan de kerk van San Giovanni in Monza schonk. Waarschijnlijk, na zoveel eeuwen is er geen zekerheid meer over, behoort de kroon tot deze gift.
De kroon bestond uit acht gewelfde gouden platen waarvan nu nog zes over zijn. De doorsnede is 15 centimeter en de kroon is 5,3 centimeter hoog.
Elk van de platen bevat drie edelstenen op een rij en een centrale cabochon geslepen edelsteen. De achtergrond is schitterend groen, blauw en wit geëmailleerd.
De kroon is het motief van de Napoleontische Orde van de IJzeren Kroon en de Orde van de Italiaanse Kroon die van 1805 tot 1983 een rol speelde in Italië.